# Pierre-Augustin Caron de Beaumarchais
Pierre-Augustin Caron de Beaumarchais (Párizs, 1732. január 24. – Párizs, 1799. május 18.) francia író, színműíró.

## Élete
Apja órásmester volt, aki fiát is erre a mesterségre fogta. Az ifjú órásmester a muzsikáláshoz is kitűnően értett és ezzel, illetve házassága által bejutott a francia király udvarába, ahol utóbb XV. Lajos leányainak zenetanítója lett. Az udvarban szerzett befolyás és információk ügyes felhasználásával nemesi címet, befolyásos udvari hivatalokat és jelentékeny vagyont szerzett. 1764-ben Spanyolországba utazott, hogy fellépjen húga érdekében, akinek egy spanyol nemesember házasságot igért, de megszegte szavát. Erről szól Eugénie című érzelmes színműve (1767), melyet Goethe felhasznált Clavigó-jához Beaumarchais spanyolországi útleírásával együtt.
Gyanús pénzügyi ügyletei miatt börtönbe zárták, s mikor kiszabadult, 1774-ben megírta híres emlékiratait, melyben leírta perét, és a hozzá kapcsolódó összes korrupciós ügyet. Az emlékirat óriási sikert hozott Beaumarchais számára, a király pedig megkegyelmezett neki.
A siker után írta első örökbecsű drámáját, A sevillai borbélyt (1775), melyet aztán felülmúlt az 1778-ban bemutatott Figaro házassága. A sikert már nem tudta megismételni későbbi műveivel, mint A másik Tartuffe című színjátékával vagy az Antonio Salieri operájához írt Tarare című librettójával. Két híres darabja kipellengérezi az üresfejű, léha arisztokráciát; komédiái szellemi előjátékát jelentik a királyság megdöntésének; ugyanakkor Szerb Antal véleménye szerint „Beaumarchais – és vele a francia forradalom egyik oldala – negatív módon bár, de olyan szorosan hozzátartozik az ancien régime-hez, mint inas a gazdájához.”
Vígjátékaival a műfaj megújítója, pergőbb cselekmény, élénkebb dialógusok, sziporkázó nyelv jellemzi műveit, melyek bizonyos tekintetben Diderot drámaelméletének igazolásai.
Írói sikerei mellett továbbra is jelen volt az üzleti életben: fegyvert szállított George Washington seregének. Életének főként ezt az aspektusát dolgozta fel Lion Feuchtwanger nagy hatású életrajzi ill. történelmi regényében, A rókák a szőlőben címmel (eredetiben: Waffen für Amerika, 1946).

## Művei
- Eugénie (1767)
- Utazás Spanyolországba
- Beaumarchais úr emlékiratai
- A sevillai borbély (Le Barbier de Séville ou la Précaution inutile, 1775)
- Figaro házassága (La Folle journée, ou le Mariage de Figaro, 1778)
- ''Tarare (1787)
- A bűnös anya (L’Autre Tartuffe, ou la Mère coupable, 1792)
- Két barát vagy a lyoni üzlettársak

## Magyarul
- Figaro házassága, vagy Egy napi bolondság. Vígjáték; ford. Paulay Ede; Franklin, Bp., 1877 (Olcsó könyvtár)
- A sevillai borbély, vagy Haszontalan elővigyázat. Vígjáték; ford. Paulay Ede; Franklin, Bp., 1881 (Olcsó könyvtár)
- Figaro házassága. Vígjáték; ford. Dénes Tibor, előszó, rend. utasítások Hegedűs Géza; Budapest Irodalmi Intézet, Bp., 1947 (Szabad színpad. Dolgozó színjátszók könyvtára)
- Figaro házassága. Vígjáték; ford. Illyés Gyula; Révai, Bp., 1950
- A sevillai borbély, vagy A hiábavaló elővigyázat. Vígjáték; ford. Hevesi Sándor, bev. Berényi Gábor, dalszöveg Kárpáti Miklós; Művelt Nép, Bp., 1954 (Népszerű drámák)
- A másik Tartuffe avagy a bűnös anya; bev., ford. Forgách András; in: Színház, 1988/ápr.
- Figaro házassága avagy Egy nap bolondság; ford. Pacskovszky Zsolt, dalford. Tóth Krisztina; Filum, Bp., 1999
- A sevillai borbély; szöveg Beaumarchais nyomán Cesare Sterbini, ford. Harsányi Zsolt, Blum Tamás, kieg. Csákovics Lajos Zsolt; Eötvös, Bp., 2003 (Kétnyelvű operaszövegkönyvek)